# BC Transit

Logo

BC Transit ist eine Crown Corporation – d. h. ein staatseigenes Unternehmen der kanadischen Provinz British Columbia – des  Personennahverkehrs. Es agiert unter den gesetzlichen Bestimmungen des „British Columbia Transit Act“ ([RSBC 1996] Chapter 38).
BC Transit betreibt oder organisiert aktuell nachfolgende Systeme zum Personentransport in der Provinz:
- Victoria Regional Transit System, betreibt den ÖPNV in der Region Victoria,
- Regional Transit System, organisiert den Busverkehr in zahlreichen Gemeinde in der Provinz,
- BC Bus North, organisiert den Busverkehr in 16 Gemeinden entlang des Highway 16 und des nördlichen Teils des Highway 97 sowie
- BC Transit Health Connections, zur Anbindung ländlicher Gebiete an ärztliche Zentren
- HandyDART, Behindertentransport in 16 Gemeinden/Regionen

BC Transit beförderte im Geschäftsjahr 2019/2020 mehr als 57,8 Millionen Kunden in den angeschlossenen Gemeinden in der gesamten Provinz und bedient ländliche Gebiete, kleine Städte und große städtische Zentren.

## Geschichte
1896 wurde die Consolidated Railway Company gegründet, die zehn weitere Unternehmen übernahm, die sich mit elektrischen Stadtbahnsystemen, Straßenbahnen und elektrischer Beleuchtung in Vancouver, Victoria und New Westminster beschäftigten. 1897 wurde die BC Electric Railway gegründet zur Übernahme der Consolidated Railway Company. In den 1930er und 1940er Jahren wurden die elektrischen Straßenbahnen und Überlandstraßenbahnen im Rahmen des BCER-Programms „From Rails to Rubber“ zu Oberleitungsbussen und gasbetriebenen Bussen umgebaut. 1961 übernahm die Provinz die BCER durch den BC Hydro Act und bildete die British Columbia Hydro and Power Authority als Kronkorporation.
Im Jahr 1979 führte der Livable Region Plan der Provinz zur Übertragung der Transitverantwortung auf drei Agenturen: Der Greater Vancouver Regional District (GVRD) sollte für die Transitpolitik und -planung verantwortlich sein; die Urban Transit Authority (UTA), um die Interessen der Provinzregierung im öffentlichen Nahverkehr zu vertreten; und die Metro Transit Operating Company (MTOC), eine separate Kronkorporation, die den Betrieb von BC Hydro übernahm. Die neue Struktur sollte den lokalen Regierungen mehr Entscheidungsmacht und Finanzierung ihrer lokalen Systeme geben.
Im Jahr 1983 wurde BC Transit gegründet, als die Provinz die UTA und MTOC zusammenführte und die Rolle der GVRD beseitigte. In Vancouver und Victoria wurden regionale Transitkommissionen eingerichtet, die mit der Genehmigung lokaler Tarife, der Planung und einigen Finanzmitteln beauftragt waren.
1999 wurde die Verantwortung für das Transitsystem im Großraum Vancouver an das ein Jahr zuvor gegründete Unternehmen TransLink übertragen. Der Rest von BC bleibt immer noch unter BC Transit. Im Jahr 2000 war BC Transit eines der ersten Verkehrssysteme in Nordamerika, das Doppeldeckerbusse einsetzte, die ebenfalls Niederflurbusse waren.
Nachdem Greyhound Canada alle Dienste im Westen Kanadas eingestellt hatte, begann BC Transit 2018 über BC Bus North mit der Bereitstellung von Fernbusverkehr für den Norden von British Columbia.
Um den wachsenden Bedenken hinsichtlich der Fahrersicherheit gerecht zu werden, wurde 2019 mit der Installation von Fahrersicherheitstüren in allen Bussen begonnen. Der erste Bus mit dieser Modifikation war in Victoria.
Während der COVID-19-Pandemie 2020 ging BC Transit zu einem kostenlosen Betrieb über. Nach etwa zwei Monaten waren wieder die alten Tarife zu zahlen.